# Zoungbonou
Zoungbonou est l'un des six arrondissements de la commune de Houéyogbé dans le département du Mono au Bénin.

## Géographie
Zoungbonou est situé au sud-ouest du Bénin et compte 6 villages que sont Dave, Houinga Houegbe, Hounga Salahoue, Manonkpon, Tohonou et Zoungbonou.

## Démographie
Selon le recensement de la population de 2013 conduit par l'Institut national de la statistique et de l'analyse économique (INSAE), Zoungbonou compte 8 804 habitants  .